# Beker (muziek)

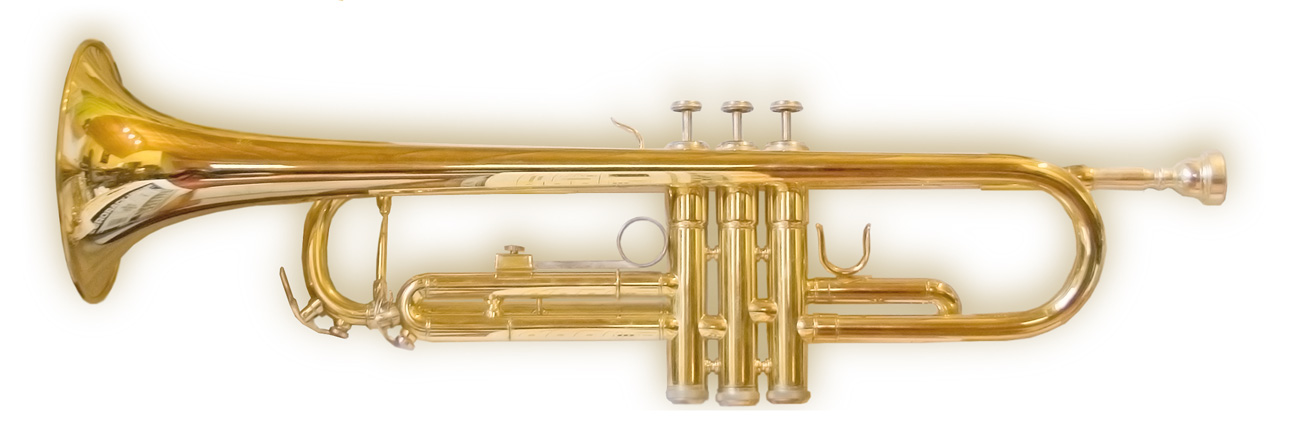
Een trompet, met (hier) aan de linkerzijde de beker

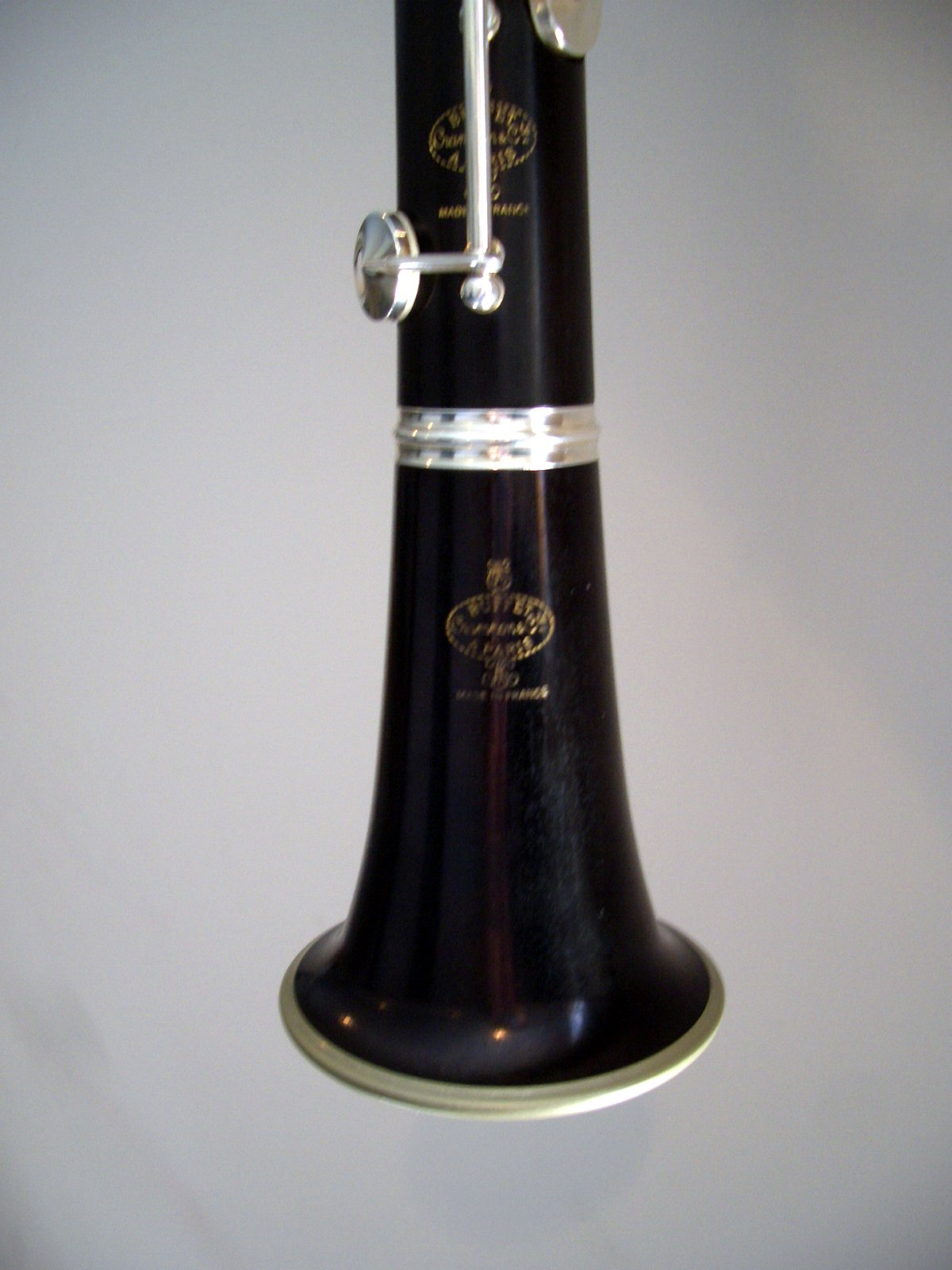
De beker van een klarinet

In de muziek is een beker of kelk een onderdeel van veel blaasinstrumenten. De beker bevindt zich aan het uiteinde van het instrument, tegenover de zijde waarin het mondstuk wordt geplaatst. Bij koperblaasinstrumenten is de beker de enige plaats waar de gespeelde tonen zich uit het instrument kunnen verplaatsen; er ontsnapt tijdens het spelen geen lucht of klank uit een ander onderdeel van het instrument. De beker is bij die instrumenten ook zo gevormd dat een zo ideaal mogelijke begeleiding van de klank plaatsvindt. Bij houtblaasinstrumenten zitten er meerdere gaten in het instrument verwerkt; alleen de laagste noten van het register komen dan alleen via de beker uit het instrument. De beker is bij deze instrumenten zo gevormd dat de consistentie in de klankkleur van deze tonen, vergeleken met die van het hogere register, zo groot mogelijk is.